# Dårskapens lov
Dårskapens lov (grekiska: Μωρίας ἐγκώμιον, Moriae encomium; latin: Stultitiae laus) är en satirisk essä från 1511 av den nederländske humanisten Erasmus av Rotterdam. Essän är en hyllning till Dårskapen personifierad som en gudinna. Texten är lättsam och humoristisk men har också allvarliga teman. Erasmus skrev essän på latin sommaren 1509 hemma hos sin vän Thomas More i London. Skriften är tillägnad More, och den grekiska titelns "Moriae" är tänkt som en anspelning på Mores efternamn. Essän hör till Erasmus mest lästa och populära verk.

## Utgivning
Boken trycktes första gången i Paris i juni eller juli 1511 och gavs ut av Gilles de Gourmont. Flera upplagor följde strax därpå och boken blev en försäljningsframgång i flera länder. Den gavs ut på svenska 1728 i översättning av Samuel Lundberg Paulson med titeln Dårskapens låf och beröm. År 1935 utkom en nyöversättning av Sven Rosén som Dårskapens lov. En översättning av Michael Nordberg gavs ut 2012.